# 劉三吾
劉 三吾（りゅう さんご、1313年 - 没年不詳）は、元末明初の儒学者・官僚。名は如孫、字は三吾で、字をもって通称された。号は坦坦翁、または玉堂老人。本貫は衡州茶陵県。

## 生涯
兄の劉耕孫・劉燾孫はいずれも元に仕えて、元末の乱で死去していた。三吾は兵乱を避けて広西に赴き、湖広行省の承制により静江路儒学副提挙に任じられた。洪武元年（1368年）、明軍が広西を平定すると、三吾は茶陵に帰った。洪武18年（1385年）、茹瑺の推薦により召し出され、左春坊左賛善に任じられた。官を歴任して翰林学士となった。ときに天下が平定されたばかりで、法令制度に欠落があった。三吾によって礼制や科挙制度の多くが改定された。
三吾は博学で、文章を作るのを得意とした。洪武帝が自ら『大誥』と『洪範註』を作ると、三吾は命を受けてその序文を書いた。洪武帝の命で『省躬録』・『書伝会選』・『寰宇通志』・『礼制集要』の諸書が勅撰されることになると、三吾はこれらの編纂事業を総裁した。洪武23年（1390年）、晋王朱棡の世子朱済熺に経学を教授したが、吏部侍郎の侯庸に怠職を弾劾されて、国子博士に降格された。ほどなく翰林学士にもどされた。高麗が玳瑁製の筆を朝貢すると、三吾はこれを分賜された。
洪武25年（1392年）、懿文太子朱標が死去すると、洪武帝は東閣門に出御して、群臣を召し出して諮問した。三吾は進み出て、太子の嫡子である皇孫に皇統を嗣がせるのが礼であると述べた。このため朱允炆が皇太孫に立てられた。三吾の娘婿である戸部尚書の趙勉が不正に財産を蔵匿していたことから死刑となった。三吾は引退を願い出て許された。洪武26年（1393年）9月、翰林学士として再び起用された。
洪武30年（1397年）、三吾は紀善・白信蹈らとともに会試の主考官をつとめ、宋琮ら52人が選抜されたが、北方出身者が一人も挙げられなかった。このため諸生たちは三吾たちが南方出身者であるため、自分の郷里の人を贔屓したものと訴えた。洪武帝は怒って、侍講の張信らに命じて再審査させた。ある人が三吾らを弁護したため、洪武帝はますます怒り、白信蹈らに死刑を論告し、三吾は老齢のため一兵士として辺境に流された。洪武帝は自ら策問を賜り、61人が選抜されたが、みな北方出身者であった。ときにこれを「南北榜」といい、または「春夏榜」といった。
建文初年、三吾は南京に召還された。長らくを経て、死去した。著書に『坦斎集』2巻があった。